# Contea di Anze
La contea di Anze (安泽县S, ānzé XiànP) è una contea della Cina, situata nella provincia dello Shanxi e amministrata dalla prefettura di Linfen.